# Erycia floralis
Erycia floralis là một loài ruồi trong họ Tachinidae.